# Villy-en-Trodes
Villy-en-Trodes – miejscowość i gmina we Francji, w regionie Grand Est, w departamencie Aube.
Według danych na rok 1990 gminę zamieszkiwało 221 osób, a gęstość zaludnienia wynosiła 12 osób/km².

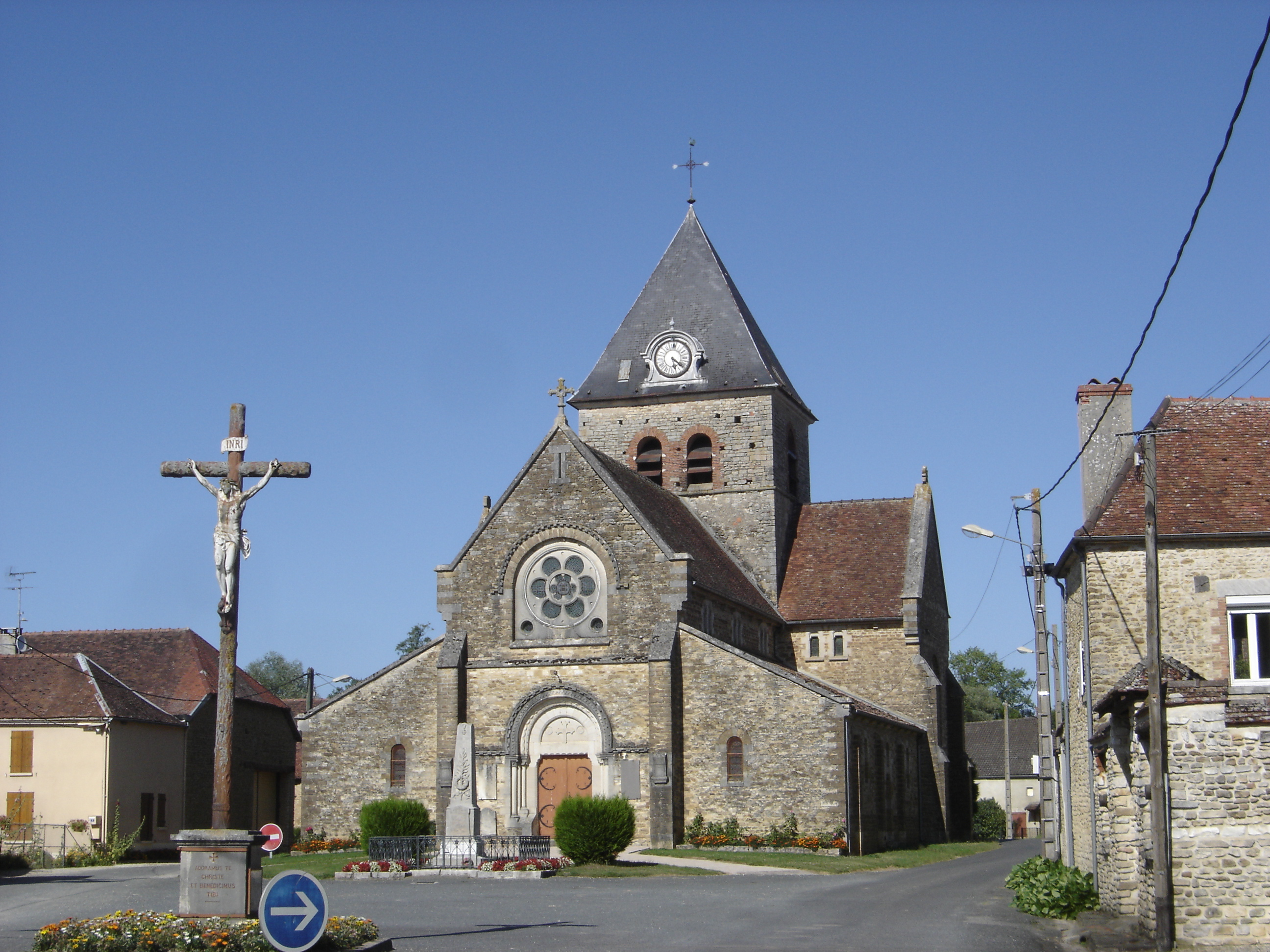
Kościół w Villy-en-Trodes, 2009